# Lot 60 (Île-du-Prince-Édouard)
Lot 60 est un canton dans le comté de Queens, Île-du-Prince-Édouard, Canada. Il fait partie de la Paroisse St. John.

## Population
- 320 (recensement de 2001)[1]
- 319 (recensement de 2006)[1]
- 307 (recensement de 2011)[2]

## Communautés
Non-incorporé :
- Caledonia
- Culloden
- Flat River
- Lewes
- Mellville
- Mount Vernon
- Roseberry
- Valley